# Chiesa dell'Immacolata Concezione (Ovada)
La chiesa dell'Immacolata Concezione è un edificio religioso di Ovada, nel Monferrato (Piemonte), in Italia.

## Storia
La chiesa venne costruita dopo un voto alla Madonna per l'uscita dalla peste fatto dagli ovadesi nel 1631. La prima pietra venne posata il 10 giugno 1640, mentre fu consacrata il 26 maggio 1662. Dalla sua costruzione l'edificio ed il convento adiacente sono affidati ai Francescani. Nella vicina piazza si può vedere appunto una piccola statua dedicata al santo fondatore dell'ordine. Nel 1935 la chiesa venne gravemente danneggiata da un incendio, che comportò la quasi totale ricostruzione del complesso, che si protrasse fino agli anni settanta, quando si compirono degli ampliamenti alle cappelle e venne edificato il nuovo convento.

## Descrizione
La facciata attuale risale alla ricostruzione dopo l'incendio del 1935: in stile neoromanico, è dipinta a fasce bianche e nere e presenta tre portali, due bifore ed un rosone. L'interno è molto diverso da com'era un tempo, ossia semplice e privo di decorazioni secondo i canoni francescani. Ad una sola navata voltata, le sue cappelle laterali sono state ricostruite negli anni settanta, mentre l'altare maggiore è del Settecento. Ai pilastri della navata centrale si trovano due tele dell'ovadese Geronimo Buffa, Cristo incoronato di spine e Flagellazione di Gesù. La chiesa conserva anche opere di Giuseppe Palmieri (nella prima cappella a sinistra) e di Emilio Ravera.